# Stela Chmelová
Stela Chmelová (* 13. ledna 1981 Hodonín) je česká herečka.
Je absolventkou Vyšší odborné školy herecké v Praze. V roce 2003 spoluzakládala soubor Malé vinohradské divadlo (dnes Divadlo D21). Je stálá členka souboru D21. Dále se podílí na vytváření dětských koncertů pro PKF – Prague Philharmonia.  Zahrála si i v několika krátkých filmech, seriálech a reklamách.
Kromě herectví vystudovala také obor romistika na Filozofické fakultě Univerzity Karlovy, díky čemuž mluví romsky. Její velkou zálibou je také hudba - aktivně hraje na violu a zpívá, v minulosti byla součástí několika amatérských hudebních těles.

## Role

### Divadlo

#### Divadlo D21
- Oidipús vladař, 2004

- Masopustní šelmovský kousek, 2005
- Děvčátko s mozkem, 2005

- Beruščina detektivní kancelář, 2005
- Svět naruby, 2006
- Kapesní povídky, 2006
- Kytice, 2007
- Ferda Mravenec - Práce všeho druhu, 2007

- Hysterikon, 2007
- Zimní pohádka, 2007
- Berta (od soumraku do úsvitu), 2008
- 1984, 2009
- Fimfárum (Až opadá listí z dubu), 2010
- Nora - Domeček pro panenky[2], 2012
- Sekáč dědeček, 2014
- Vánoční koleda, 2015
- Fuks, 2015
- Knoflíček, 2016
- Panna Orleánská, 2017
- Macbeth, 2017
- Válka s mloky, 2018
- Svatojánská noc, 2018
- Černá voda, 2019
- Čarodějův učeň, 2019

#### Divadlo Minor
- Hračky, 2010

### Filmografie

#### Film
- Prokletí máje, 2012
- Nepravděpodobná romance, 2013
- Hrát Jágra (studentský film), 2016

#### Seriály
- Ulice, 2016
- Modrý kód, epizoda Veteráni, 2020